# Patsey

Patsey foi uma escrava afro-americana que viveu em meados do século XIX. Outro escravo, Solomon Northup (que mais tarde foi libertado), escreveu sobre ela em seu livro Twelve Years a Slave. O livro foi posteriormente adaptado para um filme, no qual ela foi interpretada por Lupita Nyong'o, que ganhou o Oscar de Melhor Atriz Coadjuvante por sua atuação.

## Vida
No livro, Northup escreve que a mãe de Patsey era da Guiné, escravizada e levada para Cuba. Sua mãe foi vendida para uma família chamada Buford, na região sul dos Estados Unidos. Acredita-se que Patsey nasceu por volta de 1830, na Carolina do Sul. O primeiro registro de Patsey como escrava é em 1843, quando ela tinha 13 anos. Ela foi vendida para um homem chamado Edwin Epps, na Luisiana.
Solomon Northup e Patsey tornaram-se amigos depois que ele chegou à plantação de Epps. Northup escreveu em seu livro que Patsey era a rainha dos campos na plantação e era frequentemente elogiada por seu dono por sua capacidade de colher grandes quantidades de algodão. Northup também escreveu que Patsey era diferente dos outros escravos e tinha um senso de espírito inabalável em sua força. A esposa de Epps, Mary, ficou com ciúmes quando Epps começou a estuprar Patsey, que teria menos de 18 anos quando começou a agredi-la. Mary exigiu que o marido vendesse Patsey, mas ele se recusou a fazê-lo, conforme detalhado por Northup no livro, e Mary também começou a abusar fisicamente de Patsey. Em seu livro, Northup escreveu que Mary tentou subornar outros trabalhadores e escravos para matar Patsey e despejar seu corpo nos pântanos, mas ninguém o faria. Embora Patsey fosse uma escrava altamente produtiva e a favorita de Epps, ela não recebeu tratamento especial.
Embora Northup tenha descrito Patsey como "uma criatura alegre, uma menina alegre e alegre", a intensa brutalidade que ela sofreu, presa entre "um mestre licencioso e uma amante ciumenta" levou seu desejo pela morte. No entanto, Patsey, como Northup, também sonhava fervorosamente com a liberdade.

### Abuso
Patsey era frequentemente chicoteada e tinha muitas cicatrizes nas costas. Northup escreveu que em uma ocasião ela foi açoitada a ponto de quase morrer porque havia ido a uma plantação vizinha por um sabonete. Quando Epps descobriu que ela havia saído de sua plantação, ele a amarrou numa estaca e ordenou que Solomon a chicoteasse.
Depois de ouvir a senhora sussurrando em seu ouvido para discipliná-la, Epps tomou o chicote até que, conforme descrito no livro de Northup, ela estava "literalmente esfolada" após mais de 50 chicotadas. Ele escreveu que, depois dessa experiência, ele e Patsey ficaram gravemente traumatizados e que nunca havia esquecido o que Patsey suportou durante o tempo em que a conheceu.

## Vida posterior
Em Twelve Years a Slave, pouco antes de libertar-se das terras de Epps, que permaneceu quase uma década descreveu que: ""Patsey correu de trás de uma cabana e jogou os braços em volta do meu pescoço. 'Oh! Platt [o nome dado a Northup por seus sequestradores]', ela chorou, com lágrimas escorrendo pelo rosto, 'você está indo para ser livre, você está indo além, onde nunca mais o veremos. Você me salvou muitas chicotadas, Platt, estou feliz que você esteja livre - mas, oh, Senhor! Senhor! O que será de mim?" Após o desabafo de Patsey, Northup embarcou em uma carruagem para a liberdade e ele nunca mais a viu.
A escritora Katie Calautti narrou sua busca pelo que aconteceu com Patsey em um artigo para a revista Vanity Fair de 2014. Embora pouco se saiba sobre Patsey após a partida de Northup, um documento que comprova que ela sobreviveu até pelo menos 1863, dez anos após a libertação de Salomão. Em uma carta impressa em um jornal do estado de Nova York, o Mexico Independent, em 18 de junho de 1863, o capitão Henry C. Devendorf, um oficial da União do norte de Nova York, contou como encontrou um escravo chamado Bob perto de Bayou Boeuf. Bob era um dos escravos de Epps, e os soldados de Nova York tiveram a chance de conversar com ele, e confirmaram que Epps era seu mestre e que conhecia Northup. "Patsy", escreveu Devendorf na carta (escrita em maio de 1863), "foi embora com o nosso exército na semana passada, então ela está finalmente longe dos caprichos de sua amante ciumenta". A edição do Independent do México que contém a carta de Devendorf está disponível como parte de uma coleção on-line de jornais históricos do Estado de Nova York.
Atualmente, grupos de historiadores seguem pesquisando procurando novas informações sobre o paradeiro de Patsey pós o convívio com Solomon.

## Na cultura popular
Patsey foi representada pela atriz Lupita Nyong'o no filme 12 Years a Slave. A atuação de Lupita foi extremamente elogiada pela crítica especializada, o que fez com que a atriz vencesse o Oscar de Melhor Atriz Coadjuvante de 2014.